# Théodore Pellerin
Théodore Chouinard-Pellerin (* 13. Juni 1997 in Québec) ist ein kanadischer Filmschauspieler.

## Leben
Théodore Pellerin wurde 1997 als Sohn der Choreografin Marie Chouinard und des Malers Denis Pellerin geboren.
In dem Filmdrama My Salinger Year von Philippe Falardeau war Pellerin in der Rolle eines jungen Mannes zu sehen, der als großer Fan von J. D. Salinger regelmäßig Briefe an diesen schreibt. Ebenso war er in La Dérive des continents (au sud) von Lionel Baier in einer Hauptrolle zu sehen. Für diese Rolle wurde Pellerin von der Académie des César zu einer der 31 Révélations 2023, im Jahr 2022 in Erscheinung getretene, neue Gesichter des französischen Kinos, bestimmt. In dem Film Solo von Sophie Dupuis spielte Pellerin in einer Hauptrolle Simon, der unter dem Künstlernamen Glory Gore zum neuen Star der Drag-Queen-Szene Montreals avanciert. Pellerin war bereits in Dupuis’ beiden vorherigen Filmen Chien de garde und Souterrain zu sehen. Solo feierte im September 2023 beim Toronto International Film Festival seine Premiere. In der Miniserie Becoming Karl Lagerfeld war er in der Rolle von Jacques de Bascher zu sehen, der Muse von Karl Lagerfeld. In Lurker von Alex Russell spielte Pellerin an der Seite von Archie Madekwe ebenfalls in einer Hauptrolle.

## Filmografie (Auswahl)
- 2014: 30 Vies (Fernsehserie, 20 Folgen)
- 2015: Endorphine
- 2015: Les démons
- 2017: Ailleurs
- 2017: Never Steady, Never Still
- 2018: Genèse
- 2018: Chien de garde
- 2018: Der verlorene Sohn (Boy Erased)
- 2019: On Becoming a God in Central Florida (Fernsehserie, 10 Folgen)
- 2020: Niemals Selten Manchmal Immer (Never Rarely Sometimes Always)
- 2020: Mein Jahr in New York (My Salinger Year)
- 2020: Souterrain
- 2021: Mayday
- 2021: Jemand ist in deinem Haus (There’s Someone Inside Your House)
- 2021: Maid (Fernsehserie)
- 2022: La dérive des continents (au sud)
- 2022: Pour toi Flora (Fernsehserie, 6 Folgen)
- 2023: Beau Is Afraid
- 2023: Solo
- 2024: Franklin (Miniserie)
- 2024: Becoming Karl Lagerfeld (Miniserie)
- 2025: Lurker
- 2025: Nino

## Auszeichnungen (Auswahl)
Canadian Screen Award
- 2019: Auszeichnung als Bester Hauptdarsteller (Chien de garde)[6]

Festival International du Film Francophone de Namur
- 2021: Lobende Erwähnung (Souterrain)[7]

Internationale Filmfestspiele von Cannes
- 2025: Auszeichnung mit dem Louis Roederer Rising Star Award (Nino)[8]

Toronto International Film Festival
- 2017: Auszeichnung als Rising Star[9]